# Jeffrey Lee Pierce
Jeffrey Lee Pierce (Montebello (Californië), 27 juni 1958 - Salt Lake City, 31 maart 1996) was een Amerikaans rockmuzikant. Hij werd vooral bekend als frontman van The Gun Club, maar deed ook soloprojecten.

## Leven voor zijn muzikale carrière
Jeffrey Lee Pierce werd geboren in Montebello in de buurt van Los Angeles. Zijn moeder was half-Mexicaans en huisvrouw, zijn vader vakbondsmedewerker (zij zouden scheiden omstreeks 1978-1979). Hij had een drie jaar jongere zus, Jacqui. Deze zou zich later toeleggen op het beheer van de catalogus van Jeffrey Lee Pierce en The Gun Club. In 1973 verhuisde de familie van El Monte naar Granada Hills, waar Jeffrey Lee Pierce in 1976 zijn middelbare studies beëindigde. In 1977 studeerde hij kortstondig aan de California State University - Northridge. Intussen was Pierce zwaar geïnteresseerd geworden in muziek. In het bijzonder werd hij een grote Blondie-fan sinds het verschijnen van hun eerste album Blondie in 1976. Pierce was geobsedeerd door Debbie Harry, zelfs in die mate dat hij zijn haar wit liet kleuren en knippen zoals zij. In Los Angeles richtte hij een Blondie-fanclub op.
In 1978-1979 schreef Pierce een tijdlang recensies van platen (vooral reggae, doch niet uitsluitend) voor het fantijdschrift "Slash" onder het pseudoniem "Ranking Jeffrey Lea". Voor het tijdschrift interviewde hij ook Bob Marley. In 1979 maakte hij een reis naar Jamaica, waar hij in contact kwam met Burning Spear. Naast reggae verdiepte Pierce zich ook in de Amerikaanse "roots"-muziek, waaronder de Delta blues en rockabilly.

## Begin muzikale carrière
In 1978 richtte Jeffrey Lee Pierce zijn eerste groep op: The Red Lights. Datzelfde jaar ontmoette hij in de punkscene van Los Angeles ook Brian Tristan, die zich later Kid Congo Powers zou noemen. In 1979 worden The Cyclones opgericht, een rockabilly-band, met als eerste bezetting Jeffrey Lee Pierce (zang en gitaar), Brian Tristan (gitaar), Johnny Nation (basgitaar) en Brad Dunning (drums). Eind 1979 werd de naam van The Cyclones veranderd in Creeping Ritual. Ze repeteerden in het nieuwe huis dat de moeder van Pierce gekocht had na haar scheiding. In april 1980 wijzigden ze op suggestie van Keith Morris hun naam nogmaals, ditmaal definitief in The Gun Club. Hun eerste concerttournee ging langs Chinese restaurants van Los Angeles. In 1981 was Pierce nog mede-oprichter van een tweede groep: Tex & the Horseheads. In 1982 trok hij zich er al uit terug.

## The Gun Club
Het eerste album van The Gun Club - Fire of Love - kende een betrekkelijk succes en zou later het meest geprezen album worden. Na het uitbrengen van het album toerde de groep doorheen Amerika.
In april 1982 verhuisde de groep naar New York waar ze een platencontract tekenden bij "Animal" - de platenfirma van Chris Stein van Blondie. De firma zou niet lang bestaan, maar de platen werden verder verdeeld door Chrysalis Records. In september 1982 verscheen het album Miami (bij Animal). Ook dit was een nog een belangrijk album, maar later zouden andere groepsleden stellen dat het te gepolijst was. Na het uitbrengen van deze plaat ging de groep ook Europees op tournee.
In de loop van haar bestaan kende The Gun Club heel wat wisseling van leden. Alleen Jeffrey Lee Pierce bleef een constante. In december 1984 werd de groep tijdelijk ontbonden. Pierce begon een eerste soloproject. In oktober 1986 ging The Gun Club opnieuw van start met een grotendeels gewijzigde bezetting. Nog vijf studioalbums volgden. Het laatste optreden van de groep vond plaats in december 1995.

## Soloprojecten

### 1985-1986
In 1985 vormde Pierce het project Jeffrey Lee Pierce Quartet, waarmee hij rondtoerde. In mei dat jaar gaf de groep onder meer concerten in België (zie foto van optreden in Antwerpen) en waren ze te gast in het televisieprogramma Villa Tempo op TV1. Het laatste optreden van deze groep vond plaats op 27 december 1985. Datzelfde jaar kwamen twee albums van Pierce op de markt: Wildweed en Flamingo (een minialbum). De albums verschenen enkel onder zijn naam. De studiomuzikanten die meespeelden op de platen waren grotendeels andere dan degenen die optraden met het Jeffrey Lee Pierce Quartet.

### 1989-1994
Later combineerde Pierce The Gun Club met solo-activiteiten. Bij deze laatste richtte hij zich sterk op oudere bluesmuziek. Op 3 december 1989 trad hij zo solo op voor de VPRO-radio en dezelfde dag werd een tv-special van Bram van Splunteren over Jeffrey Lee Pierce uitgezonden in het programma Onrust. De special heette "Jeffrey's Blues".
Vanaf de zomer van 1991 tot eind 1994 trad hij regelmatig op onder de naam Ramblin' Jeffrey Lee, meestal samen met Cypress Grove (Tony Chmelik). Ze speelden meermaals in Nederland. Op 1 september 1991 speelde Jeffrey Lee Pierce drie nummers voor een 2 Meter Sessie (nr. 232). Naast Romi Mori en Cypress Grove speelde Tres Manos (René van Barneveld) van Urban Dance Squad mee op steelgitaar. Deze opname werd later op cd gezet in de reeks "9 Lives" (nr. 6), die een verzameling vormt van opnames van The Gun Club en Jeffrey Lee Pierce. Tres Manos speelde in maart 1992 eveneens mee op de radiosessie van Pierce voor het programma Nozems-a-gogo van de VPRO. In mei 1992 speelde Pierce als voorprogramma van Golden Earring. Datzelfde jaar verscheen het album Ramblin' Jeffrey Lee & Cypress Grove with Willy Love.
In oktober 1994 werd Jeffrey Lee Pierce nog gefilmd voor de documentaire Hard time killin' floor blues. De laatste maanden van 1994 toerde hij volop door Europa en deed daarbij onder meer Nederland en België aan. Een van de allerlaatste optredens van Pierce (mogelijk het laatste) als "Ramblin' Jeffrey Lee Pierce" vond plaats in Leeuwarden.
Eveneens rond 1994 werd Pierce geboeid door rapmuziek. Dat jaar nam hij een rap-cover op van het nummer Pasties and a G-String van Tom Waits. Het verscheen op het tributealbum Step Right Up: The Songs of Tom Waits uit 1995.

## De persoon Jeffrey Lee Pierce
Jeffrey Lee Pierce wou zeer graag bekend worden, doch volgens zijn regels. Dat dit grotendeels door zijn zelfdestructiviteit niet lukte, was een grote bron van frustratie voor hem. Tegenover anderen kon hij soms zeer vervelend en autoritair doen, waardoor hij velen enerveerde.

### Voorkomen
Vooral de eerste jaren van zijn optreden had Jeffrey Lee Pierce een typische stijl van voorkomen: zijn haar was platinablond geverfd - kleur en snit waren naar model van Debbie Harry, dikwijls een bandana om het hoofd en in de beginjaren regelmatig belletjes aan de pols en een kruis op zijn wang geschilderd. In zijn latere periode verfde hij zijn haar een tijdlang niet meer blond, doch helemaal op het einde, in zijn allerlaatste levensjaar weer wel.

### Relaties
Rond 1980-1981 had Pierce een relatie met Linda "Texacala" Jones. Zij was van Aziatische afkomst. Pierce overtuigde haar om te gaan zingen en samen richtten ze Tex & the Horseheads op. In 1982 eindigde deze relatie.
Eind 1984 leerde Pierce Romi Mori kennen tijdens een optreden. Mori was van Japanse afkomst en werd nadien de vriendin van Pierce. Vanaf juni 1985 speelde zij gitaar in de Jeffrey Lee Pierce Quartet, zonder hier evenwel voldoende in geoefend te zijn. Vanaf de heropstart van The Gun Club eind 1986 speelde zij basgitaar in de groep. Dankzij haar leerde Pierce Japan kennen en ontwikkelde hij een sterke interesse voor de Japanse cultuur. In mei 1994 verliet Mori The Gun Club en Jeffrey Lee Pierce, nadat ze een spuit bij hem ontdekte, waardoor ze niet meer kon ontkennen dat hij terug zwaar aan het gebruiken was. Ze vormde een koppel met Nick Sanderson, de drummer van The Gun Club, die de groep eveneens verliet.

### Verslaving
Een groot deel van de carrière van Pierce is getekend door overmatig alcohol- en druggebruik. Reeds tijdens de eerste jaren van The Gun Club kwamen er klachten van fans over slechte optredens doordat verschillende groepsleden (in de eerste plaats Pierce zelf) ernstig dronken of gedrogeerd op het podium stonden. In de jaren 1988-1989 deed Pierce mee onder impuls van zijn vriendin ernstige pogingen om zijn alcoholprobleem onder controle te krijgen. Hij ging naar enkele bijeenkomsten van de Anonieme Alcoholisten en zocht andere hobby's, maar het was evenwel slechts van korte duur. Alcohol, speed en heroïne bleven hem tekenen.
In november 1994 werd hij gearresteerd in een bar in Kensington (Londen) omdat hij in een caféruzie was verzeild en zijn samoeiraizwaard bovenhaalde. Hij had dit gekregen van Chris Stein (van Blondie). Hierdoor miste hij het vliegtuig en meteen een gepland optreden in Griekenland. Het optreden werd twee dagen later opnieuw gepland, maar weer miste Pierce het vliegtuig. Ditmaal omdat hij met enkele anderen naar een café was gaan drinken. Hij nam een later vliegtuig, maar het optreden was alweer geannuleerd.
Op het einde van zijn leven, begin 1996, ging hij terug korte tijd naar bijeenkomsten van de AA.

### Lichamelijke conditie
In 1987, op 29-jarige leeftijd, werd bij Jeffrey Lee Pierce de diagnose van levercirrose vastgesteld, een gevolg van zijn overmatig alcoholgebruik. Hij leed eveneens aan hepatitis en was positief op Hiv.
Tijdens een reis naar India geraakte hij in coma na het drinken van vervuild water. Na vier weken hospitaal, reisde hij verder naar Vietnam, waar hij vermoedelijk malaria kreeg en terug in het hospitaal belandde. Deze ziekte belastte zijn reeds zwaar aangetaste lever nog meer.
Eind 1995 ging het lichamelijk zeer slecht met Pierce. Vrienden lieten hem nog opnemen in de ontwenningskliniek in Marina del Rey, maar na enkele dagen ging hij er reeds met ontslag.

### Dood
Pierce woonde lang in Engeland, maar in 1995 ging hij terug in Los Angeles wonen. Toen zijn lichamelijke conditie fors achteruitging en na in een obscuur hotel beroofd te zijn door enkele prostituees, verhuisde hij naar Utah om er bij zijn vader te gaan wonen. Hij wilde er ontwennen en zijn leven terug op orde brengen. Hij werkte er ook aan zijn autobiografie. Deze verscheen in 1998 onder de titel Go tell the mountain. The stories and lyrics of Jeffrey Lee Pierce bij de uitgeverij 2.13.61 van Henry Rollins (die aan Pierce gevraagd had om de autobiografie te schrijven).
Op 25 maart 1996 werd hij bewusteloos gevonden en naar een hospitaal gebracht, waar hij in coma bleef en op 31 maart 1996, op 37-jarige leeftijd, stierf aan de gevolgen van een hersenbloeding. In 2006 werd zijn as door zijn zus Jacqui Pierce uitgestrooid in Kyoto.

## Albums
Jeffrey Lee Pierce liet een uitgebreide verzameling muziekopnames na. Los van The Gun Club maakte hij slechts drie studioalbums:
- Wildweed (1985)
- Flamingo (1985)
- Ramblin' Jeffrey Lee & Cypress Grove with Willie Love (1992)

Voor de studioalbums van The Gun Club: zie het artikel over de groep.

## Waardering

### Algemeen
Jeffrey Lee Pierce kreeg nooit een echt grote bekendheid, maar verwierf veeleer een cultstatus en was het prototype van "seks en drugs en rock and roll". Desondanks erkennen heel wat groepen en muzikanten Jeffrey Lee Pierce of The Gun Club als inspiratiebron, hetzij in rechtstreekse verwoordingen, hetzij via covers van nummers. In de eerste plaats uitte Jack White zich als een grote fan. Met The White Stripes coverde hij verschillende nummers van The Gun Club. Ook Mark Lanegan zei het sterkst beïnvloed te zijn door Pierce.
Noir Désir zette op hun album 666667 Club uit 1996 het nummer Song for JLP, voor Jeffrey Lee Pierce. Op het album No Exit van Blondie uit 1999 staat het nummer Under the gun. Dit nummer werd eveneens opgedragen aan Jeffrey Lee Pierce.
In 2006 werd een documentaire gemaakt over Jeffrey Lee Pierce en The Gun Club: Ghost on the Highway: A portrait of Jeffrey Lee Pierce and The Gun Club.

### The Jeffrey Lee Pierce Sessions Project
Een sterke uiting van waardering is het uitbrengen van The Jeffrey Lee Pierce Sessions Project, waaraan heel wat bekende muzikanten meewerkten. In 2006 vond Cypress Grove een oude cassette terug met opnames van Jeffrey Lee Pierce en hemzelf. De kwaliteit was te slecht om iets met de opnames te doen, maar het zette Grove wel aan tot een groter project. Verschillende zangers of groepen die fan waren van Pierce zouden eigen versies van minder bekende nummers van Pierce brengen. Het resultaat zijn drie albums die tussen 2010 en 2014 werden uitgegeven. Sommige nummers werden door meerdere uitvoerders in uiteenlopende versies gebracht op eenzelfde album. Deelnemende muzikanten zijn onder meer Debbie Harry, Mark Lanegan, Isobel Campbell, Nick Cave (Pierce speelde nog mee tijdens enkele optredens van Cave met de Bad Seeds), Iggy Pop, David Eugene Edwards (van 16 Horsepower), Mick Harvey, Lydia Lunch, Steve Wynn (van The Dream Syndicate), Bertrand Cantat, The Raveonettes, Primal Scream en Thurston Moore. De uitgebrachte albums  in de reeks "The Jeffrey Lee Pierce Sessions Project" zijn:
- We are only riders (2010)
- The journey is long (2012)
- Axels & sockets (2014)[23]

Een vierde album, The task has overwhelmed us was als derde aangekondigd, maar verscheen nog niet. Wel verscheen in 2014 nog een single, The Double A-Side Split 7”, met twee nummers die niet op de albums stonden.
- Biblioteca Nacional de España: XX1556441
- Bibliothèque nationale de France: cb138984763 (data)
- Gemeinsame Normdatei: 134484967
- International Standard Name Identifier: 0000 0000 5933 4217
- Library of Congress Control Number: no98030022
- MusicBrainz: 83107f93-2d1a-474b-8f73-1147c13391cb
- Nederlandse Thesaurus van Auteursnamen: 10241825X
- Virtual International Authority File: 197311
- WorldCat: E39PBJw93VQFCKBxY8gJc7dfbd